# Taufiq al-Hakim

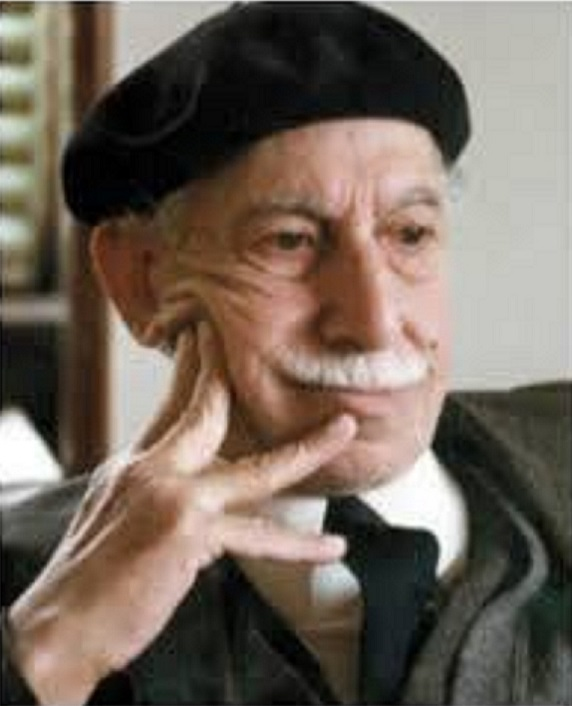
Taufiq al-Hakim (1985)

Taufiq al-Hakim (arabisch توفيق الحكيم, DMG Taufīq al-Ḥakīm, * 9. Oktober 1898 in Alexandria, Khedivat Ägypten; † 26. Juli 1987 in Kairo, Ägypten) war ein ägyptischer Schriftsteller.

## Leben
Al-Hakim stammte aus einer wohlhabenden Familie. Sein Vater war ein ägyptischer Richter. Er studierte Rechtswissenschaft in Kairo und ab 1926 in Paris. In Paris lernte er das europäische Theater kennen und lieben.
1930 kehrte er nach Ägypten zurück. Dort arbeitete er für das Justizministerium und für das Erziehungsministerium. 1936 gab er diese Tätigkeiten auf und widmete seine Zeit dem Schreiben.
Al-Hakim arbeitete auch als Journalist für die Tageszeitung Akhbar al-Jom und als Angestellter der Ägyptischen Nationalbibliothek.
Ersten Ruhm gewann Al-Hakim mit seinem Stück Menschen der Höhle. Dieses Drama beruht auf der Legende Sieben Schläfer von Ephesus. Es beschäftigte sich mit dem Kampf der Menschen gegen die Zeit.
Es folgten eine Reihe von Stücken, die sich mit dem Drama der Ideen und dem Symbolismus beschäftigten, darunter:
- 1934: Scheherazade, basierend auf den Erzählungen Tausendundeine Nacht
- 1934: Salomo der Weise
- 1936: Mohammed
- 1937: Das Geheimnis des Selbstmord-Mädchens
- 1939: König Ödipus
- 1942: Pygmalion
- 1944: Eine Kugel im Herzen.

Al-Hakim schrieb mehr als 50 Dramen, die sich mit sozialen Themen Ägyptens auseinandersetzten.
Er gehörte zu den Gründern des modernen ägyptischen Schauspiels.
Er beeinflusste wesentlich die arabische Literatur.

## Werke

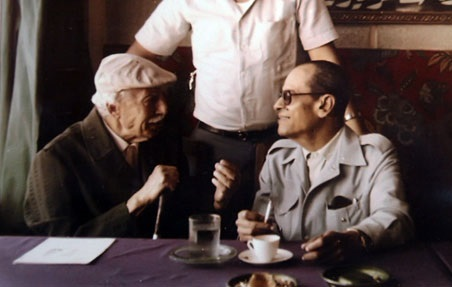
Nagib Mahfuz (rechts) und Taufiq al-Hakim (1982)

- The Return of Consciousness, London: Palgrave Macmillan UK, 2015, ISBN 9781349071784
- Staatsanwalt unter Fellachen, Zürich: Unionsverlag, 1982, ISBN 978-3-293-00030-8
- Von Wundern und heller Verwunderung und von denen, die es mit Himmel und Hölle halten, Berlin: Rütten & Loening, 1976
- Brot für jeden Mund, Kassel-Wilhelmshöhe: Bärenreiter-Verlag Vötterle, 1970
- Eine Reise im Zug, Kassel-Wilhelmshöhe: Bärenreiter-Verlag Vötterle, 1970